# Can Tho-bron
Can Tho-bron är en snedkabelbro nära staden Can Tho i Vietnam. Bron är en förbindelse mellan Can Tho och provinsen Vinh Long över Bassacfloden. Bron, som började byggas den 25 september 2004, är 2,75 kilometer lång och projektet har beräknats kosta 342,6 miljoner USD.
Den 26 september 2007 kollapsade en del av bygget, vilket resulterade i 52 människors död och lämnade ytterligare drygt 140 personer skadade.

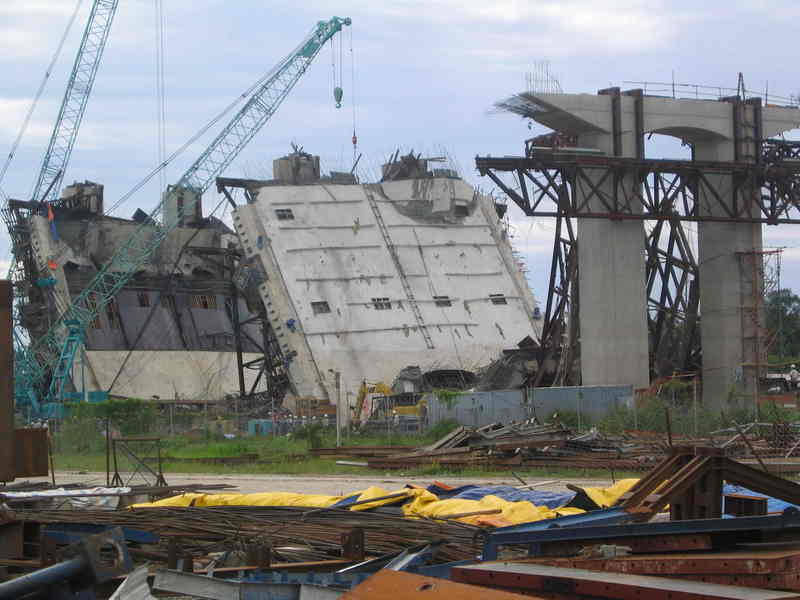
Delar av bron efter kollapsen.